# Marcel Varnel
Pour les articles homonymes, voir Varnel.
Marcel Hyacinthe Le Bozec, dit Marcel Varnel, né le 16 octobre 1892 à Paris et mort le 13 juillet 1947 à Rogate (Royaume-Uni), est un réalisateur et producteur de cinéma français.

## Biographie
Marcel Hyacinthe Le Bozec naît le 16 octobre 1892 à Paris. Il commence à travailler comme acteur sur les scènes de théâtre parisiennes mais devient rapidement metteur en scène de comédies musicales. En 1925, il part s'installer à New York, où il dirige plusieurs opérettes, comédies musicales et drames à Broadway, pour le compte de la famille Shubert. Puis il quitte New York pour Hollywood où il réalise trois thrillers à petit budget.
En 1934, il part pour l'Angleterre et c'est en tant que metteur en scène de comédies britanniques, d'abord pour British International Pictures, à Elstree, ensuite, en 1936, pour Gainsborough Pictures, qu'il produit ses meilleurs films, en particulier ceux dans lesquels on retrouve Will Hay, Graham Moffatt, Moore Marriott, The Crazy Gang, Arthur Askey et George Formby.
Marcel Varnel est mort dans un accident de la route le 13 juillet 1947 près de Rake dans le Sussex.

## Filmographie

### Comme réalisateur et producteur
- 1932 : Affaires non classées (Silent Witness)
- 1932 : Chandu le magicien (Chandu the Magician)
- 1933 : Infernal Machine
- 1934 : Freedom of the Seas
- 1934 : Girls Will Be Boys
- 1935 : Dance Band
- 1935 : Royal Cavalcade
- 1935 : I Give My Heart
- 1935 : No Monkey Business
- 1936 : Public Nuisance No. 1
- 1936 : All In
- 1937 : Roublards et compagnie (Okay for Sound)
- 1937 : Good Morning, Boys
- 1937 : Oh, Mr Porter !
- 1938 : Old Bones of the River
- 1938 : Convict 99
- 1938 : Ask a Policeman
- 1938 : Alf's Button Afloat
- 1938 : Hey ! Hey ! USA
- 1939 : The Frozen Limits
- 1940 : Where's That Fire ?
- 1940 : Band Waggon
- 1940 : Let George Do It !
- 1940 : Neutral Port
- 1941 : Gasbags
- 1941 : The Ghost of St. Michael's
- 1941 : Turned Out Nice Again
- 1941 : I Thank You
- 1941 : South American George (+ prod.)
- 1941 : Hi Gang!
- 1942 : Much Too Shy (+ prod.)
- 1942 : King Arthur Was a Gentleman
- 1943 : Get Cracking (+ prod.)
- 1944 : He Snoops to Conquer (+ prod.)
- 1944 : Bell-Bottom George (+ prod.)
- 1945 : I Didn't Do It (+ prod.)
- 1946 : George in Civvy Street (+ prod.)
- 1946 : This Man Is Mine (+ prod.)

## Théâtre
- 1921 : La Passante d'Henry Kistemaeckers, mise en scène Marcel Varnel, Théâtre de Paris
- 1921 : La Possession d'Henry Bataille, Théâtre de Paris